# Ephesia vestalis
Ephesia vestalis är en fjärilsart som beskrevs av Charles Andreas Geyer 1841. Ephesia vestalis ingår i släktet Ephesia och familjen nattflyn. Inga underarter finns listade i Catalogue of Life.